# Arzthofen
Arzthofen ist ein Gemeindeteil der Gemeinde Deining im Landkreis Neumarkt in der Oberpfalz in Bayern.

## Lage
Das Dorf liegt im Oberpfälzer Jura auf circa 480 m ü. NHN am rechten Talrand des Oberlaufes der Weißen Laber etwa vier Kilometer nördlich des Gemeindesitzes.

## Ortsnamensdeutung
Der Ortsname soll vom mittelhochdeutschen Wort „Aruz“ für „Erz“ herstammen. Tatsächlich wurden hier viele keltische Erzschlacken gefunden, und ein Flurteil trägt noch den Namen „Arzgrube“.

## Geschichte
Im 19. Jahrhundert wurden Hügelgräber der Hallstattzeit aufgedeckt und Gefäße und Schmuck geborgen.
Das kleine Dorf gehörte laut Federhofer zum Reichsgut um Neumarkt und wurde vom Schultheißen in Berngau verwaltet. So kam es mit dem Aussterben der Staufer 1268 an das Herzogtum Bayern, das um 1280 hier Besitz beanspruchte.
1405 verkaufte Hans Loterbeck zu Burg Rothenfels einen Hof in Arzthofen an Georg Frickenhofer zu Neumarkt, den dieser im folgenden Jahr ans Spital Neumarkt weitergab. Laut einem Eichstätter Visitationsakt von 1480 hatte Ulrich Reif von Arzthofen seinen Hof und seine Güter der Kirche von Deining vermacht. Nach dem Salbuch von 1491, das der Schlossherr Erasmus Truchseß von Baldersheim auf Burg Rothenfels anlegen ließ, gehörte in Arzthofen die Mühle zu den Zugehörungen der Burg. Beim Verkauf der Burg 1534 durch Philipp Truchseß von Baldersheim an die Kurfürst Ludwig und Pfalzgraf Friedrich wird aber nur noch eine Wiese genannt. Daraus lässt sich erschließen, dass im 14. Jahrhundert ein Teil des Ortes zum nahegelegenen Schloß Rothenfels gehörte.
Die Pfarrei Deining und damit auch Arzthofen, das zu deren Filialkirche Oberbuchfeld gehörte, wurden 1542 durch die Kurpfalz der Reformation unterworfen, 1625 erfolgte durch die Gegenreformation die Rückkehr zur katholischen Glaubensausübung.
Gegen Ende des Alten Reiches, um 1800, bestand Arzthofen aus neun Höfen der kurfürstlichen Unteren Hofmark Berngau und der bereits 1450 genannten Arzthofermühle, die dem kurfürstlichen Pflegamt Wolfstein unterstand. Als Hintersassen sind genannt Salzer mit einem ganzen Hof und von den kleineren Höfen Heindl und Hirsch, deren Grundherren das Spital Neumarkt (Heindl) und die geistliche Gefällverwaltung Neumarkt (Hirsch) waren. Der Müller hieß Kranzler.
Im Königreich Bayern (1806) wurde mit dem Gemeindeedikt von 1818 aus dem großen Steuerdistrikt Oberbuchfeld heraus unter anderem die Ruralgemeinde Oberbuchfeld im Landgericht Neumarkt in der Oberpfalz gebildet, die das Deininger Filialkirchdorf selber, die Weiler Arzthofen und Rothenfels sowie die Einöden Lengenbach mit der 1767 errichteten Wallfahrtskirche „Mariä Geburt“ und Thannbügl umfasste. 1836 bestand das Dorf aus zwölf Höfen und der Mühle. 1871 wurden in dem Weiler vier Pferde und 54 Stück Rindvieh gehalten. Am 3. Juni 1900 wurden durch einen Tornado zwei Häuser und mehrere Bäume beschädigt.
1943 wurde der Mahlbetrieb der Arzthofermühle eingestellt; ein neues eisernes Mühlrad sollte Strom für den ganzen Ort liefern; der Strom reichte aber nur für den Eigenbedarf.
Im Zuge der Gebietsreform in Bayern wurde die Gemeinde Oberbuchfeld aufgelöst; Arzthofen kam mit Oberbuchfeld am 1. Januar 1976 zur Gemeinde Deining im Landkreis Neumarkt in der Oberpfalz.

### Einwohnerentwicklung
- 1830: 70 (11 Häuser)[15]
- 1871: 63 (21 Gebäude)[12]
- 1900: 68 (15 Wohngebäude)[16]
- 1937: 63[17]
- 1950: 77 (14 Wohngebäude)[18]
- 1987: 87 (24 Wohngebäude, 26 Wohnungen)[19]

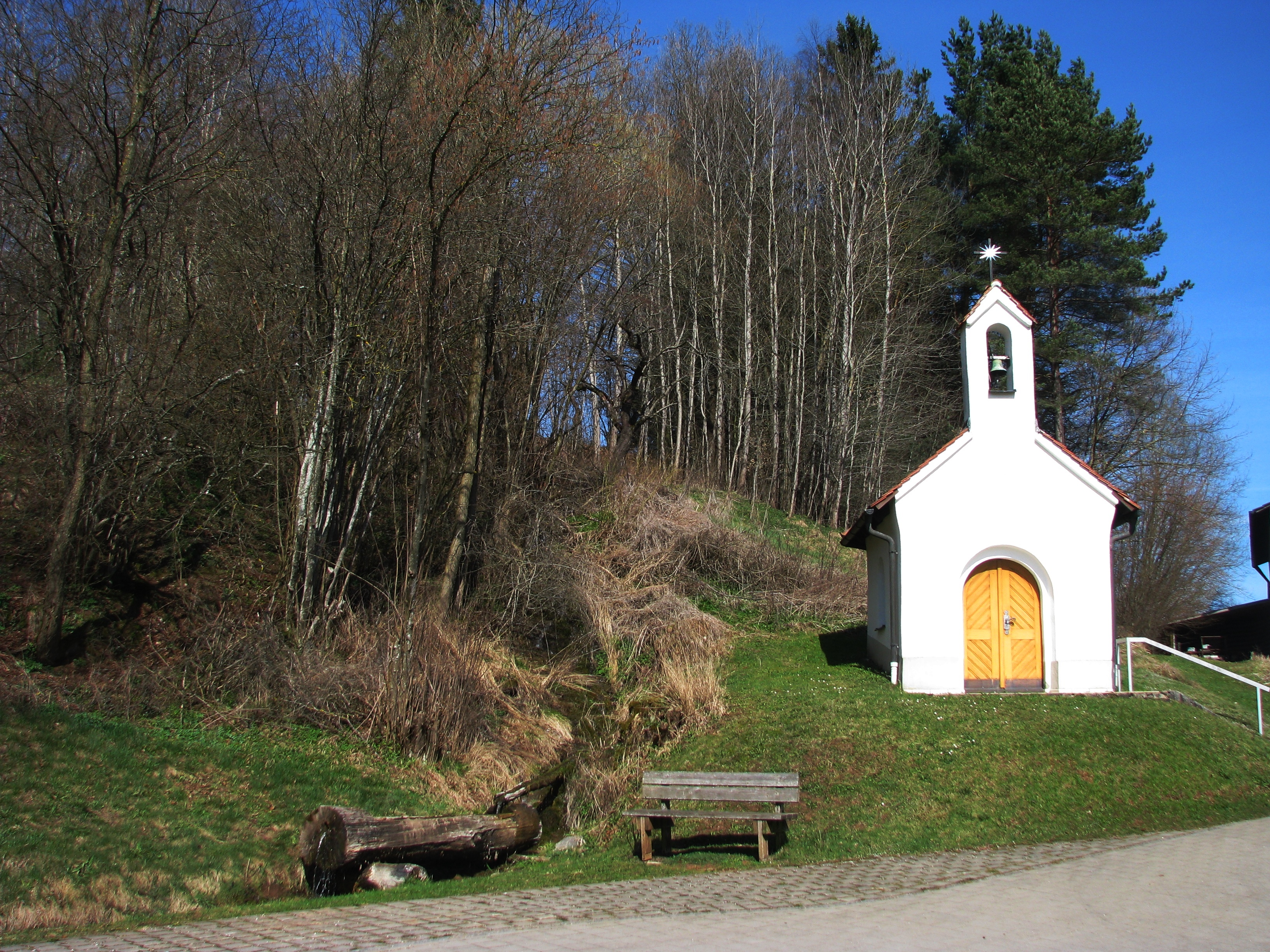
Herz-Jesu-Kapelle

- 2017: 82[20]

## Herz-Jesu-Kapelle
Die Kapelle, ein kleiner Saalbau mit Dachreiter mit Glocke auf der Eingangsfassade, steht am Ortsausgang nach Oberbuchfeld. Sie wurde nach Genehmigung durch das Ordinariat des Bistums Eichstätt von 1879 im Jahr 1884 von der Familie Hofbeck gebaut. Sie gilt als Baudenkmal. Bei der Kapelle entspringt eine Quelle der Weißen Laber.

## Verkehrsanbindung
Arzthofen liegt an einer Gemeindeverbindungsstraße zwischen Siegenhofen bzw. Siegenhofermühle und Rothenfels bzw. Oberbuchfeld.